# Jack and Jill
Jack and Jill (Jack y su Gemela en España y Jack y Jill en Latinoamérica), originalmente titulada The Weird Personality, es una comedia cinematográfica protagonizada por Adam Sandler. Ben Zook y Steve Koren escribieron el proyecto original. El veterano de la comedia escrita y colaborador frecuente de Sandler, Robert Smigel llegó más tarde e hizo una completa reescritura del guion. Dennis Dugan, que ha colaborado con Sandler en la mayoría de sus películas, se desempeñó como director. Producida bajo Happy Madison, y filmada en Los Ángeles, y en el crucero Allure of the Seas, antes de su viaje inaugural en diciembre. La fecha de lanzamiento fue el 11 de noviembre de 2011. Distribuida por Columbia Pictures.
Jack and Jill fue duramente criticada y se la considera una de las peores películas jamás realizadas. En los Premios Golden Raspberry de 2011, la película alcanzó una cantidad récord de candidaturas, con un total de doce Razzies en las diez categorías. Se convirtió en la primera película en ganar en cada una de sus categorías, incluyendo peor película, peor actor y peor actriz.

## Trama
Jack Sadelstein (Adam Sandler), es un exitoso ejecutivo de publicidad de Los Ángeles con una hermosa esposa e hijos, y le tiene pavor a un evento que ocurre cada año: la visita de Día de Gracias de su hermana gemela melliza, Jill (también Adam Sandler). Las necesidades y agresividad pasiva de Jill vuelven loco a Jack, convirtiendo su vida normal y tranquila en un caos total.

## Reparto
- Adam Sandler - Jack y Jill Sadelstein
- Katie Holmes - Erin Sadelstein
- Al Pacino - Al Pacino
- Eugenio Derbez - Felipe / Abuela de Felipe
- Tim Meadows - Ted
- Santiago Segura - Eduardo
- Nick Swardson - Todd
- Allen Covert - Otto
- Rohan Chand - Gary Sadelstein
- Elodie Tougne - Sofia Sadelstein
- Geoff Pierson - Carter Simmons
- Valerie Mahaffey - Bitsy Simmons
- Gad Elmaleh - Xavier
- Gary Valentine - Dallas
- Kristin Davis - Delilah
- Norm Macdonald - Funbucket
- Julia Perri - Sally Cashier
- Dana Carvey - Scrapply Puppeteer
- David Spade - Monica

El filme también incluye cameos de Johnny Depp, Regis Philbin, Dan Patrick, Shaquille O'Neal, Drew Carey, John McEnroe, Christie Brinkley, Bill Romanowski, Michael Irvin, Jared Fogle, Billy Blanks, Vince Offer y Bruce Jenner.

## Recepción
La película recibió críticas negativas y se sitúa con un 3 % en Rotten Tomatoes. El consenso fue: «A pesar de que incluye una inexplicablemente comprometida actuación de Al Pacino, Jack and Jill es imposible de recomendar de cualquier manera».
Además la película ganó diez premios Razzie presentados en 2012, incluyendo Peor Película, Peor Director, Peor Actor y Peor Actriz, ambos tanto protagónico como de reparto; siendo así la película peor criticada y mal vista de los últimos tiempos.